# Godhra
Godhra là một thành phố và khu đô thị của quận Panch Mahals thuộc bang Gujarat, Ấn Độ.

## Địa lý
Godhra có vị trí 20°55′B 70°55′Đ / 20,92°B 70,92°Đ Nó có độ cao trung bình là 73 mét (239 feet).

## Nhân khẩu
Theo điều tra dân số năm 2001 của Ấn Độ, Godhra có dân số 121.852 người. Phái nam chiếm 52% tổng số dân và phái nữ chiếm 48%. Godhra có tỷ lệ 73% biết đọc biết viết, cao hơn tỷ lệ trung bình toàn quốc là 59,5%: tỷ lệ cho phái nam là 78%, và tỷ lệ cho phái nữ là 66%. Tại Godhra, 14% dân số nhỏ hơn 6 tuổi.